# Castel Colonna
Castel Colonna là một đô thị ở tỉnh Ancona trong vùng Marche, nằm cách 35 km về phía tây của Ancona. Tại thời điểm ngày 31 tháng 12 năm 2004, đô thị này có dân số 1.011 và diện tích là 13,3 km².
Castel Colonna giáp các đô thị sau: Corinaldo, Mondolfo, Monterado, Ripe, Senigallia.